# 하버트 단
하버트 단(일본어: ハウバート・ダン, 1987년 7월 29일 ~ )는 일본의 전 축구 선수이다.

## 구단 경력
과거 교토 상가 FC, YSCC 요코하마에서 활동하였다.